# Campeonato Mundial de Biatlón de 2002
El XXXVIII Campeonato Mundial de Biatlón se celebró en Oslo (Noruega) el 24 de marzo de  2002 bajo la organización de la Unión Internacional de Biatlón (IBU) y la Federación Noruega de Esquí. Sólo se realizó la prueba de salida en grupo, masculina y femenina, al no estar incluida en el programa de los Juegos Olímpicos de Invierno del mismo año.

## Resultados

### Masculino
| Evento                        | Oro                            | Plata                             | Bronce                             |
| ----------------------------- | ------------------------------ | --------------------------------- | ---------------------------------- |
| 15 km salida en grupo (24.03) | Raphaël Poirée Francia 37:57,8 | Sven Fischer · Alemania · 38:15,7 | Frode Andresen · Noruega · 38:24,3 |

### Femenino
| Evento                          | Oro                                 | Plata                          | Bronce                                |
| ------------------------------- | ----------------------------------- | ------------------------------ | ------------------------------------- |
| 12,5 km salida en grupo (24.03) | Olena Zubrylova · Ucrania · 37:09,5 | Olga Pyliova · Rusia · 37:30,8 | Olga Nazarova · Bielorrusia · 37:47,2 |

## Medallero
| Núm. | País        | Oro | Plata | Bronce | Total |
| ---- | ----------- | --- | ----- | ------ | ----- |
| 1    | Francia     | 1   | 0     | 0      | 1     |
| 1    | Ucrania     | 1   | 0     | 0      | 1     |
| 3    | Alemania    | 0   | 1     | 0      | 1     |
| 3    | Rusia       | 0   | 1     | 0      | 1     |
| 5    | Bielorrusia | 0   | 0     | 1      | 1     |
| 5    | Noruega     | 0   | 0     | 1      | 1     |
|      | TOTAL       | 2   | 2     | 2      | 6     |